# Romagna
Romagna je kraj a historický region v severní, respektive severovýchodní Itálii. Má rozlohu 6 380 km2 a žije zde okolo 1 280 000 obyvatel (v roce 2014). Tvoří převážně východní polovinu současného regionu Emilia-Romagna. Celkově ale zasahuje na území tří současných italských regionů – Emilia-Romagna, Toskánsko a Marche a státu San Marino. Jeho součástí jsou provincie Bologna, Forlì-Cesena, Ravenna, Rimini (v regionu Emilia-Romagna), Arezzo, Florencie (v regionu Toskánsko), Pesaro e Urbino (v regionu Marche) a stát San Marino. Geograficky a historicky utváří Romagnu Apeniny na západě, Jaderské moře na východě a řeka Reno na severu. Hlavními centry kraje jsou Cesena, Faenza, Forlì, Imola, Ravenna, Rimini a San Marino.